# 槽舌兰
槽舌兰（学名：Holcoglossum quasipinifolium），也叫撬唇兰，为兰科槽舌兰属下的一个种。

## 扩展阅读
- 维基共享资源上的相關多媒體資源：槽舌兰
- 維基物種上的相關：槽舌兰